# Crello
Crello (рус. Крелло) — графический онлайн-редактор для создания статических и анимированных дизайнов, запущенный компанией Depositphotos в 2017 году как отдельный продукт. Crello предлагает бесплатный доступ к библиотеке графических шаблонов, музыки, шрифтов, анимаций и 600 тыс. стоковых фотографий. Редактор позволяет создавать визуальный контент без профессиональных навыков графического дизайна.

## История
Разработку продукта в сентябре 2016 начала команда из девяти человек, а запуск Crello состоялся в июле 2017.
В августе 2017 была запущена кампания Crello на Product Hunt, где Crello смогла получить поддержку и выйти в топ 30 продуктов. Более 50 % пользователей находятся в Европе, 32 % — в Южной и Северной Америке, 15 % — в Азии и других регионах.
В октябре 2020 Crello вместе с агентством Fedoriv запустила глобальную бренд-кампанию Design it your way по популяризации создания графического контента.
В октябре 2021 года компания VistaPrint выкупила редактор Crello и сопутствующие проекты за $85 млн.

## Возможности
В Crello можно создать свою графику на основе готовых шаблонов. Сервис позволяет бесплатно пользоваться графическим редактором и шаблонами для создания дизайнов. В платной версии возможность скачивания более 180 млн стоковых фотографий и видео, неограниченное количество скачиваний дизайнов, возможность удаления фона изображений и также совместная работа в командах.
В приложением предлагаются шаблоны для создания дизайна обложек в социальных сетях, рекламных баннеров, печатных материалов и личных проектов.
Инструмент предоставляет бесплатный доступ к библиотеке музыки, шрифтов, 32 тыс. анимаций и объектов, а также 180 млн фотографий.

### Мобильные приложения
В июле 2019 Crello запустил мобильное приложение для iOS, а в ноябре для Android с функциями полноценного графического редактора, в котором доступны бесплатные десятки тысяч шаблонов и дизайн-элементов..

## Социальные проекты
- Компания разработала набор готовых дизайн-шаблонов для городских объявлений, которые можно использовать бесплатно[15].
- Компания создала информационный проект #ЗбеРись, что имеет целью показать украинцам, каким образом можно сохранить редкую популяцию евразийской рыси, которых в Карпатах и на Полесье осталось около 500 особей[16][17][18].
- В марте 2019 Crello запустила проект Stories Worth All the Hype: 50 Campaigns That Empowered Women[19][20].